# Red Eclipse
Red Eclipse è uno sparatutto in prima persona open source basato sul Cube Engine 2, disponibile gratuitamente per le piattaforme Windows, Linux e macOS.
La prima versione è stata distribuita il 15 marzo 2011.